# Goda (Name)
Goda (auch Godá, Gōda) ist ein deutscher und litauischer weiblicher Vorname und zugleich ein Familienname.
Ursprünglich ist es eine Kurzform von Namen mit ‚God-‘ oder ‚Got-‘ wie etwa Gotlinde, die sich als Name verselbstständigt hat. Es ist zudem die Kurzform des Namens Godowela, der weiblichen Form zum männlichen Vornamen Gottlieb.

## Weibliche Formen des Familiennamens
- Godaitė (ledig)
- Godienė (verheiratet)
- Godė (neutral)

## Spitznamen
- Godulė
- Godutė
- Godytė
- Gouda
- Godi

## Vorname
- Goda ist der fränkische Name eines Mädchens, das wohl um 560 im Umkreis des von Radegunde in Poitiers gegründeten Klosters lebte und in der Vita sanctae Radegundis von Venantius Fortunatus erwähnt wird: „Goda puella saecularis post Deo monacha serviens ...“ (Kap. 32)
- Goda Sabutytė (* 1986), litauische Sängerin

## Namensträger
- Alfonso Godá (1912–2003), spanischer Schauspieler
- Gintaras Goda (* 1965), litauischer Strafprozessrechtler, Verfassungsrichter und Gerichtspräsident
- Hana Goda (* 2007), ägyptische Tischtennisspielerin
- Hozumi Gōda (* 1957), japanischer Schauspieler und Sprecher
- Krisztina Goda (* 1970), ungarische Drehbuchautorin und Regisseurin
- Yukiko Goda, japanische Molekularbiologin